# Langbetten von Harrislee
Die Reste der beiden Langbetten von Harrislee befinden sich etwa 2,5 km westlich von Harrislee beim kleinen Ort Simondys, im Kreis Schleswig-Flensburg in Schleswig-Holstein. Sie liegen nur 20 m von der deutsch-dänischen Grenze entfernt.
Die beiden Langbetten liegen nebeneinander in nord-südlicher Richtung. Ihre ursprüngliche Länge wird etwa 60 m betragen haben. Sämtliche Steine wurden geraubt, wahrscheinlich von Steinschlägern. An Stelle der vormaligen Kammern sind nur noch die entsprechenden Vertiefungen zu sehen.
Im Atlas der Megalithgräber Deutschlands von Ernst Sprockhoff werden die Langbetten als „Sprockhoff 14“ geführt. Die Megalithanlagen der Trichterbecherkultur (TBK) entstanden zwischen 3500 und 2800 v. Chr.